# Louis Gill
Pour les articles homonymes, voir Gill.
Louis Gill (né en 1940 à Montréal) est un professeur, économiste et syndicaliste québécois.

## Biographie
Louis Gill étudie à l'Université McGill et obtient un baccalauréat en génie électrique. Il fait une maîtrise et un doctorat en sciences économiques à l'Université de Montréal et l'Université Stanford,.
De 1970 à 2001, il enseigne à l'Université du Québec à Montréal (UQAM). Qualifié d'économiste de gauche, il publie de nombreux ouvrages sur le sujet dont L'économie capitaliste: une analyse marxiste (1976 et 1979), Économie mondiale et impérialisme (1983), Les limites du partenariat (1989) et Fondements et limites du capitalisme. Il publie également dans plusieurs revues et journaux dont Le Devoir, Carré rouge, L'aut'journal et Le Soleil.

## Syndicalisme et militantisme
Lors de son passage à l'UQAM, Louis Gill est reconnu comme un militant syndical au sein du Syndicat des professeurs et professeures de l’UQAM (SPUQ) rattaché à la Confédération des syndicats nationaux (CSN). En 1971-1972, il occupe le poste de vice-président et celui de président en 1972-1973. Il sera délégué du SPUQ au Conseil central de Montréal et à la FNEEQ pendant plusieurs années. Il écrira une grande quantité de textes syndicaux dont plusieurs seront réunis dans un recueil, Trente ans d'écrits syndicaux, publié par le SPUQ lors du 25e anniversaire de la grève de 1976-1977.
Il se définit lui-même comme ayant été militant trotskiste.

### Sources bibliographiques
: document utilisé comme source pour la rédaction de cet article.
- Louis Gill, Trente ans d'écrits syndicaux - contributions à l'histoire du SPUQ, SPUQ, janvier 2002, 547 p. (ISSN 1188-7400, lire en ligne)